# Élections européennes de 2014
Les élections européennes de 2014 ont eu lieu du 22 au 25 mai 2014 afin d'élire les 751 députés européens représentant les 28 États membres de l'Union européenne au sein du Parlement européen pour un mandat de 5 ans. Il s'agit des huitièmes élections européennes depuis le premier vote au suffrage universel direct en 1979. Le scrutin est proportionnel dans chacun des États.
Pour la première fois, ces élections ont une influence directe sur le choix du président de la Commission européenne qui est élu par le Parlement sur proposition du Conseil européen et certains partis politiques européens présentent des candidats à la présidence de la Commission.
Ainsi, le groupe du Parti populaire européen ayant conservé plus de députés que le groupe des socialistes et démocrates, même s'il en a perdu plus de 60, Jean-Claude Juncker est proposé par le Conseil européen comme président de la Commission européenne et confirmé par le Parlement le 15 juillet 2014.

## Contexte

Logotype édité par le Parlement européen à l'occasion du scrutin.

La crise de la zone euro, conséquence de la crise économique mondiale, a commencé quelques mois après les précédentes élections. Les économies les plus affectées ont été celles de l'Europe du Sud : Grèce, Chypre, Italie, Espagne et Portugal, mais également l'Irlande. Alors que d'importantes mesures d'austérité ont été mises en place dans ces pays, la confiance dans l'Union européenne a drastiquement baissé. Le pourcentage de Grecs approuvant les politiques européennes est ainsi passé de 32 % en 2010 à 19 % en 2013 ; en Espagne, il a baissé de 59 % en 2008 à 27 % en 2013. Dans seulement quatre des 27 États membres en 2013 la confiance en l'Union européenne est supérieure à la méfiance. La défiance envers l'Union européenne touche également les économies qui se portent bien : en Allemagne, « les gens en ont assez de devoir toujours payer pour l'Europe » selon Sebastian Dullien, professeur et chercheur à l'ECRF. C'est aussi et surtout le cas des pays comme les Pays-Bas, où « les fonds de pension grâce auxquels les [habitants] préparent leur retraite ne rapportent presque plus rien » du fait des taux directeurs de la BCE maintenus bas pour soutenir les pays en difficultés, explique le chercheur Adriaan Schout.
Dans ce contexte, certains observateurs s'attendent à une montée en puissance de partis opposés à l’Union européenne bien que leur influence devrait rester modeste comparée aux autres partis, d'autant plus que l'hétérogénéité de ces partis eurosceptiques les empêchent de former un véritable groupe politique. Cependant, un score élevé de ces partis entraînerait vraisemblablement une alliance des partis europhiles de droite et de gauche, ce qui conforterait les électeurs dans l'idée que les élites gouvernent. Dans certains pays, notamment la France (Front national), les Pays-Bas (Parti pour la liberté) ou l'Autriche (FPÖ), des partis d'extrême droite pourraient arriver en tête des suffrages,,. En Grèce, le parti de la gauche radicale SYRIZA pourrait arriver en tête. À l'inverse, cette montée est absente en Espagne, où toutefois la confiance en l'UE a baissé. Les sondages prédisent tout de même une victoire de la droite devant la gauche et les eurosceptiques.

## Mode de scrutin

### Généralités
Les élections européennes permettent de choisir les 751 députés qui composent le Parlement européen. Le Traité sur le fonctionnement de l'Union européenne prévoit que les citoyens des États de l'Union européenne peuvent voter et être élus dans l'État dans lequel ils résident, même s'ils n'en sont pas citoyens.
Chacun des 28 États membres de l'Union européenne fixe ses propres règles d'organisation du scrutin, pourvu que l'élection ait lieu au suffrage universel direct et au scrutin proportionnel plurinominal : 
- en Irlande, à Malte et en Irlande du Nord, il s'agit du scrutin à vote unique transférable ;
- en Autriche, en Belgique, au Danemark, en Finlande, en Suède, en Croatie, en Italie et aux Pays-Bas, l'électeur peut attribuer des voix de préférence aux candidats de son choix ;
- au Luxembourg, l'électeur peut voter pour des candidats de différentes listes ;
- dans les autres États, il s'agit d'un scrutin par liste bloquée.

La plupart des États forment une circonscription nationale mais certains ont découpé leur territoire en circonscriptions régionales. Les États peuvent prévoir la fixation d'un seuil minimal pour l'attribution des sièges, mais ce seuil ne peut être supérieur à 5 %.

### Calendrier
Les élections ont lieu du 22 au 25 mai 2014. Dans le courant du mois de juin, les groupes politiques sont formés, un groupe devant comprendre au moins 25 députés issus d'au moins sept pays. La première session du parlement, pendant laquelle le président du parlement est élu, a lieu du 1er au 3 juillet. Les dates de votes sont les suivantes :
| Jour de vote         | Pays |
| -------------------- | --- |
| Jeudi 22 mai 2014    | Pays-Bas, Royaume-Uni |
| Vendredi 23 mai 2014 | Irlande, Tchéquie (1er jour) |
| Samedi 24 mai 2014   | Chypre, France (outre-mer, en partie), Lettonie, Malte, Tchéquie (2e jour), Slovaquie, Italie (1er jour)                                                                                             |
| Dimanche 25 mai 2014 | Allemagne, Autriche, Belgique, Bulgarie, Croatie, Espagne, Danemark, Estonie, Finlande, France, Hongrie, Grèce, Italie (2e jour), Lituanie, Luxembourg, Pologne, Portugal, Roumanie, Slovénie, Suède |

### Répartition des sièges
| État membre | 2009 | 2013 | 2014 |
| ----------- | ---- | ---- | ---- |
| Allemagne   | 99   | 99   | 96   |
| France      | 72   | 74   | 74   |
| Royaume-Uni | 72   | 73   | 73   |
| Italie      | 72   | 73   | 73   |
| Espagne     | 50   | 54   | 54   |
| Pologne     | 50   | 51   | 51   |
| Roumanie    | 33   | 33   | 32   |
| Pays-Bas    | 25   | 26   | 26   |
| Grèce       | 22   | 22   | 21   |
| Belgique    | 22   | 22   | 21   |
| Portugal    | 22   | 22   | 21   |
| Tchéquie    | 22   | 22   | 21   |
| Hongrie     | 22   | 22   | 21   |
| Suède       | 18   | 20   | 20   |
| Autriche    | 17   | 19   | 18   |
| Bulgarie    | 17   | 18   | 17   |
| Danemark    | 13   | 13   | 13   |
| Slovaquie   | 13   | 13   | 13   |
| Finlande    | 13   | 13   | 13   |
| Irlande     | 12   | 12   | 11   |
| Croatie     | -    | 12   | 11   |
| Lituanie    | 12   | 12   | 11   |
| Lettonie    | 8    | 9    | 8    |
| Slovénie    | 7    | 8    | 8    |
| Estonie     | 6    | 6    | 6    |
| Chypre      | 6    | 6    | 6    |
| Luxembourg  | 6    | 6    | 6    |
| Malte       | 5    | 6    | 6    |
| Total       | 736  | 766  | 751  |

Le Parlement élu lors des élections de 2009 comptait 736 députés en application du traité de Nice. En décembre 2011, les dispositions du traité de Lisbonne sont entrées en vigueur mais, de manière transitoire, les États qui ont vu leur nombre de sièges augmenter ont pu les occuper sans que l'Allemagne, qui perd trois sièges dans le nouveau calcul, perde ses sièges avant les élections suivantes. À l'adhésion de la Croatie en 2013, ses 12 députés viennent s'ajouter au nombre total.
Le mode de calcul prévu par le traité de Lisbonne entre pleinement en vigueur à compter des élections de 2014 : le nombre total de députés est fixé à 751 et les États membres sont représentés de manière dégressivement proportionnelle, sans qu'un État puisse avoir moins de 6 ou plus de 96 députés.

Distribution des sièges aux élections européennes de 2014.

## Candidats à la présidence de la Commission
Le président de la Commission européenne est proposé par le Conseil européen et approuvé par un vote majoritaire du Parlement européen. Le traité de Lisbonne a introduit le fait que cette proposition se fasse « en tenant compte des élections au Parlement européen » : cette disposition est appliquée pour la première fois en 2014. Le Conseil européen des 26 et 27 juin nomme le président de la Commission, qui est approuvé lors de la session du Parlement européen du 14 au 17 juillet. Le choix des commissaires européennes se fera du 18 juillet au 15 août et devra être validé par le Parlement européen.
En se basant sur cette nouvelle disposition, les principaux partis politiques européens ont désigné des candidats à la présidence de la Commission.

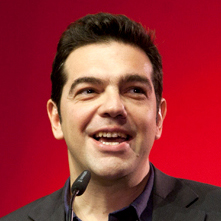
Aléxis Tsípras (PGE).
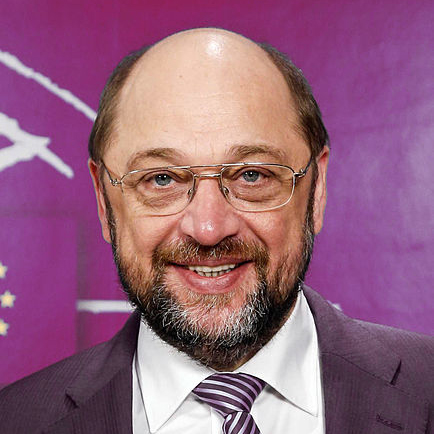
Martin Schulz (PSE).
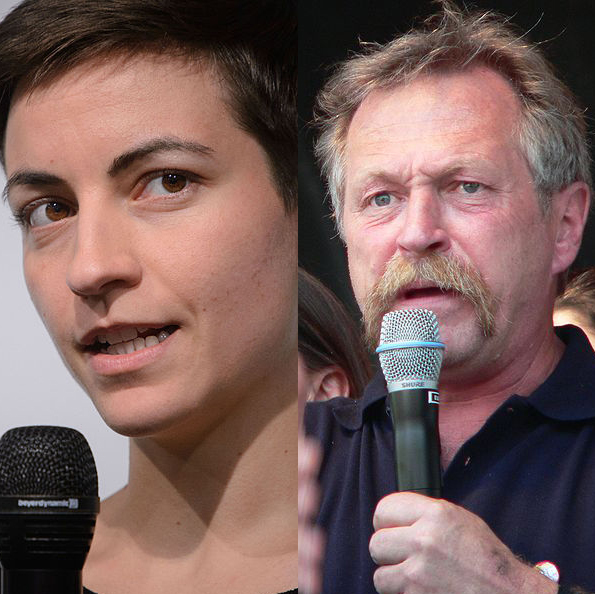
Ska Keller et José Bové (PVE).
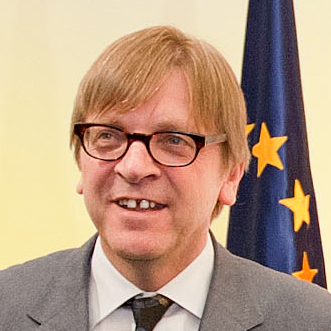
Guy Verhofstadt (ALDE et PDE).
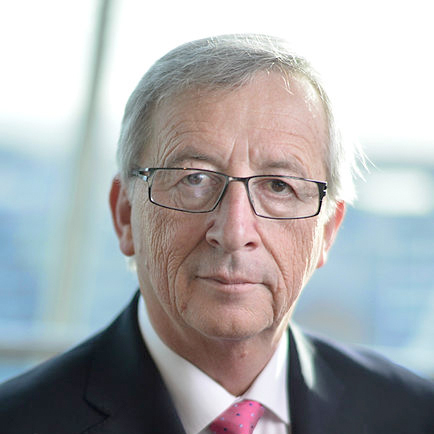
Jean-Claude Juncker (PPE).

### Parti populaire européen
Le Parti populaire européen détermine son candidat à la présidence de la Commission lors d'un congrès à Dublin les 6 et 7 mars 2014. L'ancien Premier ministre du Luxembourg et président de l'Eurogroupe Jean-Claude Juncker est opposé au commissaire européen français Michel Barnier. L'ancien Premier ministre de Lettonie Valdis Dombrovskis présente également sa candidature, jugée moins sérieuse [Par qui ?] . Le 7 mars, après le retrait de Valdis Dombrovskis, Jean-Claude Juncker est désigné candidat avec 61 % des voix.

### Parti socialiste européen
L'Allemand Martin Schulz, président du Parlement européen et seul candidat, est désigné comme chef de file par le Parti socialiste européen le 1er mars 2014 lors d'un congrès à Rome.

### Alliance des libéraux et des démocrates pour l'Europe et Parti démocrate européen
L'ALDE désigne son candidat à la présidence de la Commission le 1er février 2014 lors d'un congrès à Bruxelles. Le Belge Guy Verhofstadt, président du groupe ADLE au Parlement européen et fervent fédéraliste est désigné alors que le Finlandais Olli Rehn, actuel commissaire européen aux affaires économiques et monétaires, retire sa candidature. Leurs partenaires du PDE se sont félicités du choix de Guy Verhofstadt par l'ALDE.
Le Parti démocrate européen, qui adopte un manifeste de campagne lors de son conseil du 28 février 2014, annonce qu'il soutient Guy Verhofstadt le 12 mars suivant.

### Parti vert européen
Le Parti vert européen est le seul parti à organiser une primaire ouverte à l'ensemble des habitants de l'Union européenne de plus de 16 ans. À l'issue du vote de novembre 2013 à janvier 2014, le tandem José Bové / Ska Keller est désigné, malgré une participation de 23 000 votants au lieu des 100 000 espérés. Sont battus : Rebecca Harms du groupe Verts/ALE au Parlement européen, et Monica Frassoni, coprésidente du Parti vert européen.

### Parti de la gauche européenne
Le Parti de la gauche européenne a désigné Aléxis Tsípras, du parti grec SYRIZA, comme son candidat à la présidence de la Commission, lors d'un congrès organisé à Madrid le 15 décembre 2013.

### Parti pirate européen
Le Parti pirate européen présente Amelia Andersdotter, eurodéputée suédoise pour le Piratpartiet, et Peter Sunde, norvégo-finlandais, cofondateur de The Pirate Bay, à la présidence de la Commission.

### Partis ne présentant pas de candidat
L'eurosceptique Alliance des conservateurs et réformistes européens refuse de désigner un candidat et critique la nouvelle disposition du traité de Lisbonne sur la présidence de la Commission comme « une vision des années 1950 » qui « établit un gouvernement où il n'y a pas de nation ».
De même, les partis nationalistes de l'Alliance européenne pour la liberté (AEL) ne choisissent pas de candidat pour la présidence de la Commission, « pour des raisons démocratiques ». L'objectif de l'AEL reste de pouvoir constituer un groupe au Parlement européen après les élections.

## Débats télévisés
| Date          | Heure (heure d'été d'Europe centrale) | Institut         | Participants                                    | Lieu       | Langue                  | Présentateurs principaux                                         |
| ------------- | ------------------------------------- | ---------------- | ----------------------------------------------- | ---------- | ----------------------- | ---------------------------------------------------------------- |
| 9 avril 2014  | 17 h 10                               | France 24 et RFI | Juncker et Schulz                               | Bruxelles  | Français                | Caroline de Camaret (France 24) et Dominique Baillard (RFI)      |
| 28 avril 2014 | 19 h 00                               | Euronews         | Juncker, Schulz, Verhofstadt, et Keller         | Maastricht | Anglais                 | Isabelle Kumar (Euronews)                                        |
| 29 avril 2014 | 14 h 30                               | Euranet Plus     | Juncker, Schulz, Verhofstadt, et Keller         | Bruxelles  | Anglais                 | Brian Mcguire (Euranet) et Ahinara Bascuñana López (Euranet)     |
| 8 mai 2014    | 20 h 15                               | ZDF et ORF       | Juncker et Schulz                               | Berlin     | Allemand                | Ingrid Thurnher (ORF) et Peter Frey (ZDF)                        |
| 9 mai 2014    | 18 h 30                               | EUI              | Juncker, Schulz, Verhofstadt et Bové            | Florence   | Anglais                 | Tony Barber (FT), Monica Maggioni (RAI) et J. H. H. Weiler (EUI) |
| 13 mai 2014   | 18 h 30                               | LCI et RFI       | Juncker et Schulz                               | Paris      | Français                | Michel Field (LCI)                                               |
| 15 mai 2014   | 21 h 00                               | UER              | Juncker, Schulz, Verhofstadt, Keller et Tsipras | Bruxelles  | Anglais, français, grec | Monica Maggioni (RAI)                                            |
| 19 mai 2014   | 23 h 01                               | France 2         | Verhofstadt et Bové                             | Paris      | Français                | Yves Calvi (France 2)                                            |
| 20 mai 2014   | 21 h 00                               | ARD              | Juncker et Schulz                               | Hambourg   | Allemand                | Andreas Cichowicz (NDR) et Sonia Seymour Mikich (WDR)            |

## Prévisions
Prévisions en sièges de la composition du Parlement européen basées notamment sur des sondages par État :
| Source                                                                                                   | Date            |         |     |           |      |     |     |     |              |
| Source                                                                                                   | Date            | GUE/NGL | S&D | Verts/ALE | ADLE | PPE | CRE | ELD | Non-inscrits |
| « PollWatch 2014 »(Archive.org • Wikiwix • Archive.is • Google • Que faire ?) (consulté le 17 mai 2014)  | 19 février 2014 | 56      | 221 | 44        | 64   | 202 | 42  | 30  | 92           |
| Electionista                                                                                             | 2 mars 2014     | 59      | 206 | 42        | 72   | 204 | 45  | 31  | 92           |
| « PollWatch 2014 »(Archive.org • Wikiwix • Archive.is • Google • Que faire ?) (consulté le 17 mai 2014)  | 5 mars 2014     | 67      | 209 | 44        | 61   | 202 | 45  | 31  | 92           |
| « PollWatch 2014 »(Archive.org • Wikiwix • Archive.is • Google • Que faire ?) (consulté le 17 mai 2014)  | 19 mars 2014    | 59      | 215 | 37        | 66   | 211 | 40  | 33  | 90           |
| PollWatch 2014                                                                                           | 2 avril 2014    | 55      | 212 | 38        | 62   | 212 | 46  | 36  | 90           |
| Der (europäische) Föderalist                                                                             | 2 avril 2014    | 55      | 213 | 48        | 72   | 213 | 43  | 28  | 79           |
| Der (europäische) Föderalist                                                                             | 7 avril 2014    | 51      | 212 | 45        | 72   | 219 | 39  | 27  | 87           |
| Der (europäische) Föderalist                                                                             | 14 avril 2014   | 50      | 216 | 43        | 72   | 218 | 41  | 27  | 84           |
| « PollWatch 2014 »(Archive.org • Wikiwix • Archive.is • Google • Que faire ?) (consulté le 30 juin 2014) | 16 avril 2014   | 53      | 209 | 38        | 60   | 222 | 42  | 34  | 93           |
| Der (europäische) Föderalist                                                                             | 21 avril 2014   | 48      | 215 | 44        | 74   | 216 | 41  | 26  | 87           |
| Der (europäische) Föderalist                                                                             | 28 avril 2014   | 51      | 214 | 40        | 75   | 210 | 42  | 26  | 93           |
| Der (europäische) Föderalist                                                                             | 5 mai 2014      | 48      | 213 | 45        | 78   | 213 | 38  | 27  | 89           |
| « PollWatch 2014 »(Archive.org • Wikiwix • Archive.is • Google • Que faire ?) (consulté le 30 juin 2014) | 7 mai 2014      | 49      | 205 | 41        | 63   | 216 | 39  | 39  | 99           |
| Der (europäische) Föderalist                                                                             | 12 mai 2014     | 46      | 212 | 45        | 78   | 216 | 39  | 28  | 87           |
| Der (europäische) Föderalist                                                                             | 19 mai 2014     | 49      | 202 | 48        | 70   | 215 | 39  | 29  | 99           |

## Résultats
Les résultats de chaque parti sont classés par rapport au groupe auquel appartenait le parti dans la précédente législature. La couleur indique un changement d'affiliation pour le prochain Parlement.
Le PPE, la droite européenne, conserve la majorité au Parlement européen, ce qui permet à leur candidat Jean-Claude Juncker d'être élu président de la Commission européenne. Cependant, le PPE perd plus de 60 sièges, tandis que les sociaux-démocrates du S&D ne perdent que cinq sièges et que la Gauche unitaire en récupère 10. Ce scrutin marque également la montée des eurosceptiques, qui comptent, bien qu'il soit difficile de les dénombrer, environ 150 députés. Certaines voix se sont élevées pour affirmer qu'il s'agirait davantage d'un vote contestataire qu'un rejet massif de l'Union européenne : Olivier Costa, du CNRS, souligne que d'ailleurs, « pour la plupart, les partis qui ont remporté un vote eurosceptique n'ont pas fait campagne sur des enjeux européens mais nationaux », notamment sur le rejet des élites. La raison serait le fait que « l'euroscepticisme n'est souvent que le reflet de problèmes politiques internes ».
| État membre |                                                       |                 |                    |         |                             |            |                                 |               |                           |       |                    |         |            |      |                  |              | Nouveaux partis                                                         | Nouveaux partis | Députés | Députés | Notes                |
| État membre | PPE                                                   | PPE             | S&D                | S&D     | ADLE                        | ADLE       | Verts/ALE                       | Verts/ALE     | CRE                       | CRE   | GUE/NGL            | GUE/NGL | ELDD       | ELDD | Non-inscrits     | Non-inscrits | Nouveaux partis                                                         | Nouveaux partis | Députés | Députés | Notes                |
| ----------- | ----------------------------------------------------- | --------------- | ------------------ | ------- | --------------------------- | ---------- | ------------------------------- | ------------- | ------------------------- | ----- | ------------------ | ------- | ---------- | ---- | ---------------- | ------------ | ----------------------------------------------------------------------- | --------------- | ------- | ------- | -------------------- |
| Allemagne   | 29 (CDU) 5 (CSU)                                      | − 5 − 3         | 27 (SPD)           | + 4     | 3 (FDP)                     | − 9        | 11 (GRÜNE) 1 (PIRATEN)          | − 3 + 1       |                           |       | 7 (LINKE)          | − 1     |            |      |                  |              | 7 (AfD)1 (FW)1 (Tierschutzpartei)1 (NPD) 1 (FAMILIE) 1 (ÖDP) 1 (PARTEI) | + 14            | 96      | − 3     | [ 40 ]               |
| France      | 20 (UMP)                                              | − 9             | 13 (PS, PRG)       | − 1     | 7 (UDI, MoDem)              | − 3        | 6 (EELV, MEI)                   | − 6           |                           |       | 3 (FG) 1 (AOM)     | − 1 =   | 0 (MPF)    | − 1  | 24 (FN)          | + 21         |                                                                         |                 | 74      | =       | [ 41 ] [ 42 ]        |
| Royaume-Uni |                                                       |                 | 20 (Labour)        | + 7     | 1 (LibDems)                 | − 10       | 3 (Green) 2 (SNP) 1 (PC)        | + 1 = =       | 19 (Conservative) 1 (UUP) | − 6 = | 1 (SF)             | =       | 24 (UKIP)  | + 11 | 1 (DUP)          | =            |                                                                         |                 | 73      | =       | [ 43 ] [ 44 ]        |
| Italie      | 13 (FI) 3 (NCD, UDC) 1 (SVP)                          | − 18            | 31 (PD)            | + 10    | 0 (IdV)                     | − 7        |                                 |               |                           |       | 3 (AET)            | + 3     | 5 (LN)     | − 4  |                  |              | 17 (M5S)                                                                | + 17            | 73      | =       |                      |
| Espagne     | 16 (PP) 1 (UDC)                                       | − 8 =           | 14 (PSOE)          | − 9     | 1 (CDC) 1 (PNV)             | =          | 2 (EPDD) 1 (ICV) 1 (LPD) 1 (PE) | + 1 = + 1 + 1 |                           |       | 5 (IU)             | + 4     |            |      | 4 (UPyD)         | + 3          | 5 (Podemos)2 (C's)                                                      | + 7             | 54      | =       |                      |
| Pologne     | 19 (PO) 4 (PSL)                                       | - 6 + 1         | 5 (SLD, UP)        | − 2     |                             |            |                                 |               | 19 (PiS, PR)              | + 4   |                    |         |            |      |                  |              | 4 (KNP)                                                                 | + 4             | 51      | =       |                      |
| Roumanie    | 5 (PDL) 2 (UDMR-RMDSZ) 2 (PMP) 0 (Băsescu) 0 (PNȚ-CD) | − 5 − 1 + 2 − 1 | 16 (PSD, UNPR, PC) | + 5     | 6 (PNL)                     | + 1        |                                 |               |                           |       |                    |         |            |      | 0 (PRM)          | − 3          | 1 (Diaconu)                                                             | + 1             | 32      | − 1     |                      |
| Pays-Bas    | 5 (CDA)                                               | =               | 3 (PvdA)           | =       | 4 (D66) 3 (VVD)             | + 1        | 2 (GL)                          | − 1           | 1 (CU)                    | =     | 2 (SP)             | =       | 1 (SGP)    | =    | 4 (PVV)          | =            | 1 (PvdD)                                                                | + 1             | 26      | =       |                      |
| Belgique    | 2 (CD&V) 1 (CDH) 1 (CSP)                              | − 1 = =         | 3 (PS) 1 (SP.A)    | = − 1   | 3 (VLD) 3 (MR)              | = + 1      | 4 (N-VA) 1 (Groen) 1 (Ecolo)    | + 3 = − 1     | 0 (LDD)                   | − 1   |                    |         |            |      | 1 (VB)           | − 1          |                                                                         |                 | 21      | − 1     |                      |
| Tchéquie    | 3 (KDU-ČSL)                                           | + 1             | 4 (ČSSD)           | − 3     |                             |            |                                 |               | 2 (ODS)                   | − 7   | 3 (KSČM)           | − 1     |            |      |                  |              | 4 (ANO 2011)4 (TOP 09)1 (Svobodní)                                      | + 9             | 21      | − 1     | [ 52 ]               |
| Grèce       | 5 (ND)                                                | − 3             | 2 (ELIA)           | − 6     |                             |            | 0 (OP)                          | − 1           |                           |       | 6 (SYRIZA) 2 (KKE) | + 5 =   | 0 (LAOS)   | − 2  |                  |              | 3 (XA) 2 (POTAMI)1 (ANEL)                                               | + 6             | 21      | − 1     |                      |
| Hongrie     | 11 (Fidesz-MPSZ) 1 (KDNP)                             | − 2 =           | 2 (MSZP) 2 (DK)    | − 2 + 2 |                             |            | 1 (Együtt, PM) 1 (LMP)          | + 1 + 1       | 0 (MDF)                   | − 1   |                    |         |            |      | 3 (Jobbik)       | =            |                                                                         | =               | 21      | − 1     |                      |
| Portugal    | 6 (PSD) 1 (CDS-PP)                                    | − 2 − 1         | 8 (PS)             | + 1     |                             |            |                                 |               |                           |       | 3 (CDU) 1 (BE)     | + 1 − 2 |            |      |                  |              | 2 (MPT)                                                                 | + 2             | 21      | − 1     | [ 54 ]               |
| Suède       | 3 (M) 1 (KD)                                          | − 1 =           | 6 (S)              | =       | 2 (FP) 1 (C)                | − 1 =      | 3 (MP) 0 (PP)                   | + 1 − 2       |                           |       | 1 (V)              | =       |            |      |                  |              | 2 (SD) 1 (FI)                                                           | + 3             | 20      | =       | [ 55 ]               |
| Autriche    | 5 (ÖVP)                                               | − 1             | 5 (SPÖ)            | =       | 1 (NEOS)                    | + 1        | 3 (GRÜNE)                       | + 1           |                           |       |                    |         |            |      | 4 (FPÖ) 0 autres | + 2 − 4      |                                                                         |                 | 18      | − 1     |                      |
| Bulgarie    | 6 (GERB) 0 (SK)                                       | + 1 − 2         | 4 (KB)             | =       | 4 (DPS) 0 (NDSV)            | + 1 − 2    |                                 |               |                           |       |                    |         |            |      | 0 (Ataka)        | − 2          | 2 (BBT) 1 (RB)                                                          | + 3             | 17      | − 1     | [ 56 ]               |
| Finlande    | 3 (KOK) 0 (KD)                                        | = − 1           | 2 (SDP)            | =       | 3 (KESK) 1 (SFP/RKP)        | = =        | 1 (VIHR)                        | − 1           |                           |       | 1 (VAS)            | + 1     | 2 (PS)     | + 1  |                  |              |                                                                         |                 | 13      | =       |                      |
| Danemark    | 1 (C)                                                 | =               | 3 (A)              | − 1     | 2 (V) 1 (B)                 | − 1 + 1    | 1 (SF)                          | − 1           |                           |       | 1 (N)              | =       | 4 (DF)     | + 2  |                  |              |                                                                         |                 | 13      | =       | [ 57 ]               |
| Slovaquie   | 2 (KDH) 2 (SDKÚ) 1 (SMK-MKP) 1 (Most-Híd)             | = − 1 + 1       | 4 (SMER)           | − 1     | 1 (SaS) 0 (ĽS-HZDS)         | + 1 − 1    |                                 |               | 1 (NOVA)                  | + 1   |                    |         | 0 (SNS)    | − 1  |                  |              | 1 (OĽaNO)                                                               | + 1             | 13      | =       |                      |
| Croatie     | 4 (HDZ) 1 (HSS)                                       | − 1 + 1         | 3 (SDP)            | − 2     | 1 (HNS)                     | + 1        | 1 (ORaH)                        | + 1           | 1 (HSP-AS)                | =     | 0 (HL-SR)          | − 1     |            |      |                  |              |                                                                         |                 | 11      | − 1     |                      |
| Irlande     | 4 (FG)                                                | =               | 0 (Labour)         | − 2     | 1 (FF)                      | − 2        |                                 |               |                           |       | 3 (SF) 0 (SP)      | + 3 − 1 |            |      | 1 (Childers)     | =            | 1 (Flanagan)                                                            | + 1             | 11      | − 1     | [ 59 ] [ 60 ] [ 61 ] |
| Lituanie    | 2 (TS-LKD)                                            | – 2             | 2 (LSDP)           | − 1     | 2 (LRLS) 1 (DP)             | + 1 =      |                                 |               | 1 (LLRA)                  | =     |                    |         | 2 (TT)     | =    |                  |              | 1 (LVŽS)                                                                | + 1             | 11      | − 1     |                      |
| Lettonie    | 4 (Vienotība)                                         | + 1             | 1 (Saskaņa)        | =       | 0 (LPP/LC)                  | − 1        | 1 (LKS) 1 (ZZS)                 | = + 1         | 1 (NA)                    | =     | 0 (LSP)            | − 1     |            |      |                  |              |                                                                         |                 | 8       | − 1     |                      |
| Slovénie    | 3 (SDS) 2 (NSi–SLS)                                   | = + 1           | 1 (SD)             | − 1     | 1 (DeSUS) 0 (LDS) 0 (Zares) | + 1 −1 − 1 |                                 |               |                           |       |                    |         |            |      |                  |              | 1 (Verjamem)                                                            | + 2             | 8       | =       | [ 62 ] [ 63 ]        |
| Chypre      | 2 (DISY)                                              | =               | 1 (EDEK) 1 (DIKO)  | = =     |                             |            |                                 |               |                           |       | 2 (AKEL)           | =       |            |      |                  |              |                                                                         |                 | 6       | =       |                      |
| Estonie     | 1 (IRL)                                               | =               | 1 (SDE)            | =       | 2 (REF) 1 (KE)              | + 1 − 1    | 1 (Tarand)                      | =             |                           |       |                    |         |            |      |                  |              |                                                                         |                 | 6       | =       |                      |
| Luxembourg  | 3 (CSV)                                               | =               | 1 (LSAP)           | =       | 1 (DP)                      | =          | 1 (Gréng)                       | =             |                           |       |                    |         |            |      |                  |              |                                                                         |                 | 6       | =       |                      |
| Malte       | 3 (PN)                                                | =               | 3 (PL)             | =       |                             |            |                                 |               |                           |       |                    |         |            |      |                  |              |                                                                         |                 | 6       | =       |                      |
| Total       |                                                       |                 |                    |         |                             |            |                                 |               |                           |       |                    |         |            |      |                  |              |                                                                         |                 | Députés | Députés |                      |
| Total       | PPE                                                   | PPE             | S&D                | S&D     | ADLE                        | ADLE       | Verts/ALE                       | Verts/ALE     | CRE                       | CRE   | GUE/NGL            | GUE/NGL | ELDD       | ELDD | Non-inscrits     | Non-inscrits | Nouveaux partis                                                         | Nouveaux partis | Députés | Députés |                      |
| Total       | 210 (28,0 %)                                          | −61             | 191 (25,4 %)       | -5      | 59 (7,6 %)                  | −24        | 52 (6,9 %)                      | −5            | 46 (6,1 %)                | −11   | 45 (6,0 %)         | +10     | 38 (5,1 %) | +7   | 41 (5,6 %)       | +8           | 72 (9,6 %)                                                              | +72             | 751     | −15     |                      |

1. ↑  Résultats officiels au mercredi 28 mai.

|                                                                                            |  |                                                            |
| Groupe parlementaire arrivé en tête par circonscription - GUE/NGL - S&D - Verts/ALE - ADLE |  | Élus par circonscription - PPE - CRE - ELDD - Non-inscrits |

Groupes parlementaires par pays

### Parité
Sur les 751 sièges du Parlement européen, la proportion de femmes est passée de 35 % à 36,9 % entre 2009 et 2014.

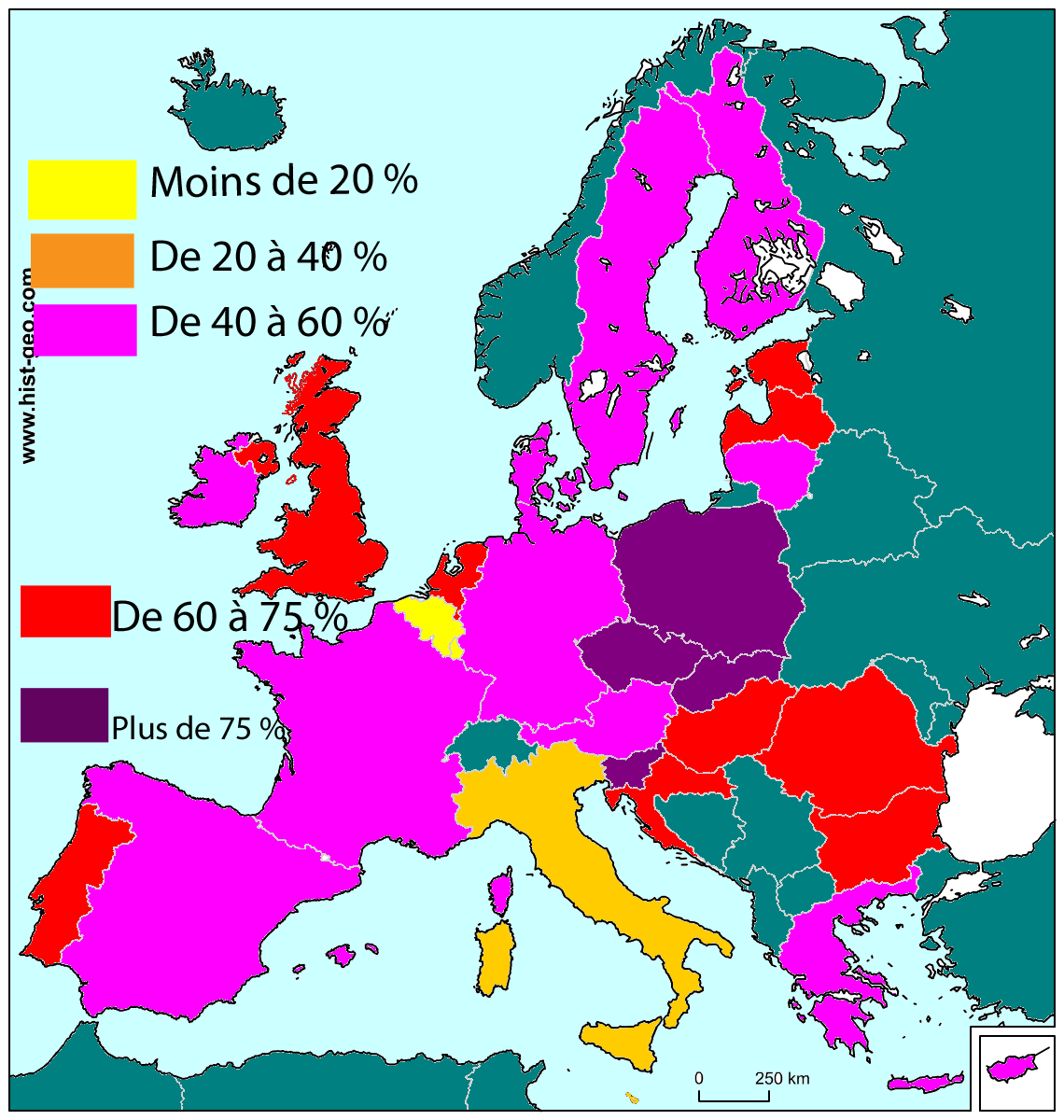
Abstention aux élections européennes 2014.

| Pays        | %  |            | Pays | % |
| ----------- | -- | ---------- | ---- | - |
| Malte       | 67 | Lettonie   | 37   |   |
| Irlande     | 55 | Slovénie   | 37   |   |
| Suède       | 55 | Allemagne  | 36   |   |
| Finlande    | 54 | Luxembourg | 33   |   |
| Espagne     | 50 | Roumanie   | 31   |   |
| Croatie     | 47 | Slovaquie  | 31   |   |
| Autriche    | 44 | Belgique   | 29   |   |
| France      | 42 | Bulgarie   | 29   |   |
| Pays-Bas    | 42 | Hongrie    | 29   |   |
| Espagne     | 41 | Grèce      | 24   |   |
| Royaume-Uni | 41 | Pologne    | 24   |   |
| Italie      | 40 | Tchéquie   | 24   |   |
| Danemark    | 38 | Chypre     | 17   |   |
| Portugal    | 38 | Lituanie   | 9    |   |

### Abstention
L'abstention s'élève en moyenne à 56,91 %. Ce taux est assez stable dans la plupart des pays par rapport aux précédentes élections. On note tout de même une hausse significative dans certains pays (+24 points en Lettonie, +7 en Estonie et en Hongrie, +9 en Tchéquie et +15 à Chypre). À l'inverse, l'abstention est en recul de 24 points en Lituanie et de plus de 6 points en Grèce. En Belgique et au Luxembourg, où le vote obligatoire est en vigueur, on compte 10 % d'abstention alors qu'à l'inverse, en Slovaquie, ce taux atteint 87 %.

## Formation de la Commission européenne

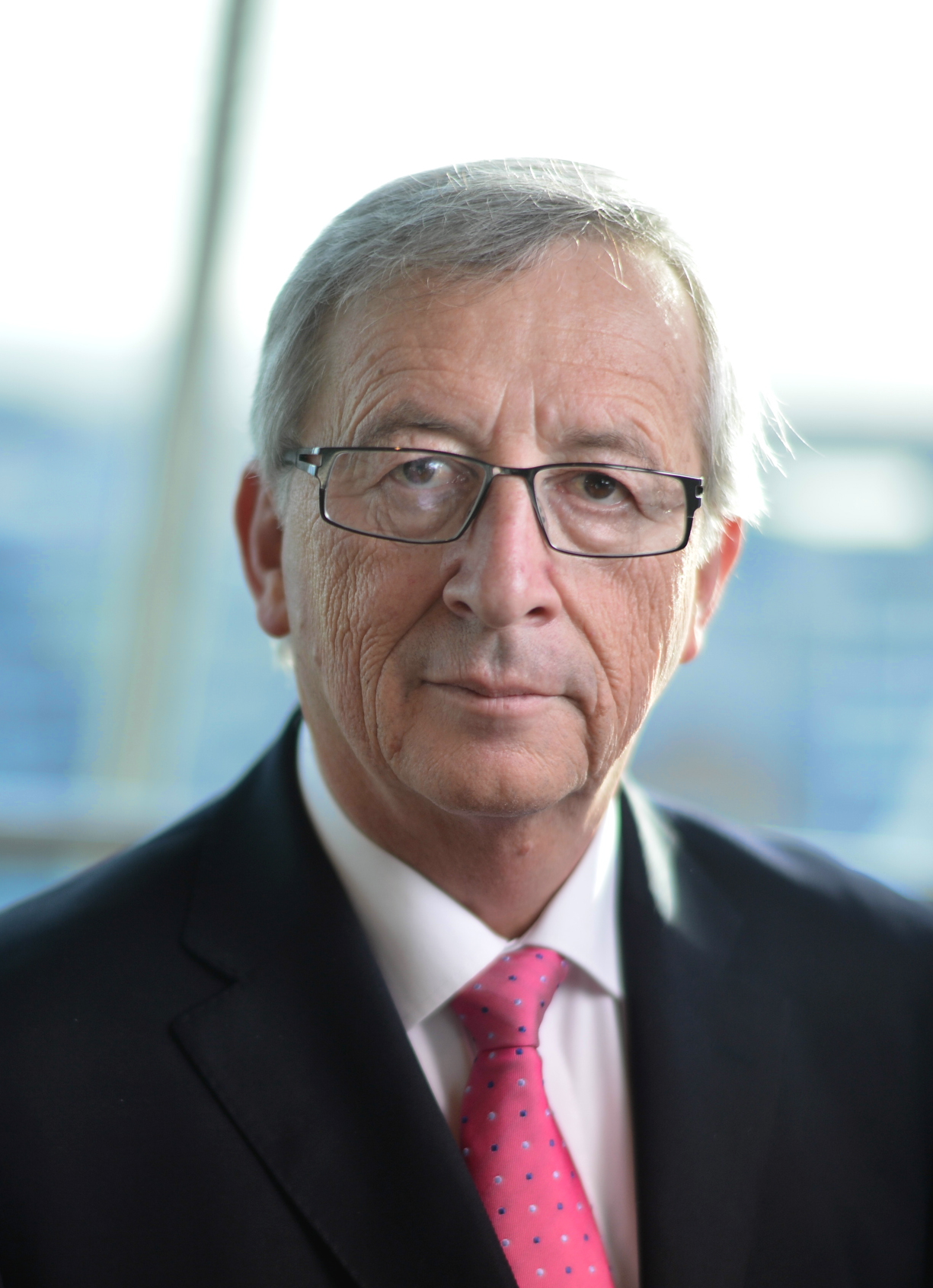
Jean-Claude Juncker est proposé par le Conseil européen à la présidence de la Commission européenne.

Dès le 25 mai, Jean-Claude Juncker revendique la présidence de la Commission européenne en vertu de la première place du PPE. Martin Schulz déclare qu'il va lui aussi « essayer de trouver une majorité ».
Les leaders des sept groupes parlementaires se réunissent le 27 mai 2014 et, citant le traité de Lisbonne, cinq des sept groupes signent une déclaration indiquant que Juncker devrait être nommé par le Conseil européen à la présidence de la Commission européenne. Seuls les groupes CRE et ELD refusent de signer. Le même jour, le Conseil européen autorise Herman Van Rompuy, président du Conseil, à mener des consultations avec les groupes du Parlement européen en vue du sommet du 26 juin.
Les gouvernements du Royaume-Uni, de la Hongrie et de la Suède se seraient opposés à la nomination de Juncker,, mais le gouvernement suédois dément par la suite avoir eu cette position.
Le 12 juin 2014, les principaux groupes au Parlement — dont le PPE et le S&D — soutiennent le droit de Jean-Claude Juncker à présider la future Commission.
Le 27 juin 2014, le Conseil européen propose finalement au Parlement européen la candidature de Jean-Claude Juncker pour la présidence de la Commission, passant outre l'opposition des gouvernements britannique et hongrois. Il est élu par le Parlement européen le 15 juillet 2014.

## Élection du président de la commission européenne
| Candidat   | Candidat                  | Date            | Vote      | Vote      |
| ---------- | ------------------------- | --------------- | --------- | --------- |
|            | Jean-Claude Juncker (PPE) | 15 juillet 2014 | Pour      | 422 / 751 |
| Contre     | Jean-Claude Juncker (PPE) | 15 juillet 2014 | 250 / 751 |           |
| Abstention | Jean-Claude Juncker (PPE) | 15 juillet 2014 | 47 / 751  |           |
| Nuls       | Jean-Claude Juncker (PPE) | 15 juillet 2014 | 10 / 751  |           |
|            |                           | 15 juillet 2014 |           |           |
| Exprimés   | Jean-Claude Juncker (PPE) | 15 juillet 2014 | 729 / 751 |           |